# Stade Dominique Duvauchelle
Het Stade Dominique Duvauchelle is een voetbalstadion in de Franse stad Créteil. Het is de thuishaven van de voetbalclub US Créteil-Lusitanos en het heeft een capaciteit van 12.150 plaatsen, na een uitbreiding in 2006. Hiervoor had het stadion een capaciteit van 6.000 mensen. Het stadion dankt zijn naam aan een journalist die kort na de opening van het stadion overleed.